# Silvia Franchini
Silvia Franchini (L'Aquila, 22 novembre ...) è una pilota di rally italiana.

## Biografia
Nata a L'Aquila da genitori aquilani ha sempre mostrato una spiccata passione per le auto ed i motori. Nata da padre commerciante di auto e madre insegnante di matematica, ha faticato non poco per poter praticare la propria passione. A 18 anni ha acquistato un kart quasi di nascosto alla sua famiglia, alternando la scuola al lavoro serale presso una pizzeria della zona.
Un grave incidente automobilistico avuto nel 2006 a bordo della sua Peugeot 106 xsi ha fatto da stop forzato ai suoi sogni, così come il terremoto del 2009 che ha colpito la sua città natale che l'ha costretta ad abbandonare la casa, la città ed i sogni fino al 2014, anno in cui ha partecipato alla prima edizione di " Rally Italia talent" arrivando in semifinale tra 3500 iscritti a livello nazionale.
Ha esordito nella disciplina rallistica nell'agosto 2016 con una Peugeot 106 N2 nella ronde d'estate tenutasi a Courgnè.
È stata campionessa del trofeo lady 2019 dove le migliori pilote nazionali si sono sfidate in pista a Torino a bordo di Peugeot 208 R2B.
Nel 2019 è stata vincitrice femminile dal rally della città di Torino con una Peugeot 208 r2b e a novembre dello stesso anno è stata premiata al Rally di Castiglione torinese per aver ottenuto il miglior tempo femminile durante la seconda prova alla guida di una 600 kit A0.
Nel 2020 a febbraio ha partecipato nuovamente al trofeo nazionale lady arrivando sul terzo posto del podio. Nel 2020, inoltre,  è stata campionessa femminile del Friuli e del Veneto con la Peugeot 208 R2b conquistando la Coppa Aci femminile zona4 2020.
Nel 2022 decide di preparare, insieme al suo nuovo team, una Mini Cooper S trasformandola da auto stradale a vettura da corsa in pochi mesi e portandola al debutto nel rally di Salsomaggiore ottenendo un secondo posto di classe 1.6 Racing Start. Durante lo stesso anno ha partecipato al campionato di zona emiliano per poi finire l'anno in bellezza con la Finale di coppa Italia del rally di Cassino conquistando il secondo posto di classe su Mini Cooper S Racing Start.
Nel 2023 è vincitrice della Coppa Italia Aci Sport Zona7 nella classe RSTB1.6 e finalista nel rally del Lazio Cassino 2023
È stata la prima pilota italiana intervistata dalla rivista ungherese di Tuning-line in cui si parla del confronto tra il mondo del rally italiano rispetto a quello ungherese ed è l'unica pilota donna ad aver raggiunto finora importanti titoli automobilistici nella sua regione di nascita, l'Abruzzo.
- Record nazionali

## Campionati nazionali
Trofeo Lady 2019
Trofeo Lady 2020
Crz4 2020
Crz5 2022
Coppa Italia 2022
Finalista Coppa Italia Lazio Cassino 2023
Campionessa Rstb1.6 Coppa Aci Sport zona7 2023